# Ла-Колілья
Ла-Колілья (ісп. La Colilla) — муніципалітет в Іспанії, у складі автономної спільноти Кастилія-і-Леон, у провінції Авіла. Населення — 325 осіб (2010).
Муніципалітет розташований на відстані близько 95 км на захід від Мадрида, 5 км на захід від Авіли.

## Демографія
Динаміка населення (INE ):

## Галерея зображень

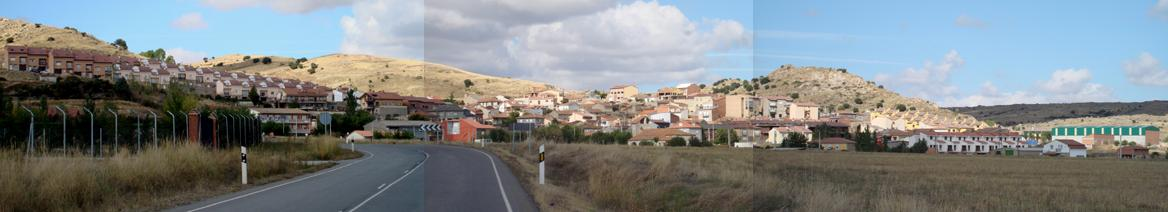
Ла-Колілья, панорама